# Lijst van oeververbindingen van de Hudson
Dit is een lijst van oeververbindingen van de rivier de Hudson. Deze lijst begint aan de benedenstroomse zijde bij de haven van New York en New Jersey volgt de rivier stroomopwaarts naar de bron bij Lake Tear of the Clouds.
Deze lijst bevat alleen vaste oeververbindingen zoals bruggen en tunnels, maar geen veerboten over de Hudson.

## Oeververbindingen
| Oeververbinding                                     | Vervoert                                                                                                  | Locatie                           | Coördinaten                    |
| New Jersey - New York                               | New Jersey - New York                                                                                     | New Jersey - New York             | New Jersey - New York          |
| --------------------------------------------------- | --- | --------------------------------- | ------------------------------ |
| Downtown Hudson Tubes                               | Port Authority Trans-Hudson                                                                               | Jersey City en Lower Manhattan    |                                |
| Holland Tunnel                                      | I-78 NJ 139                                                                                               | Jersey City en Manhattan          | 40° 43′ 39″ NB, 74° 01′ 16″ WL |
| Uptown Hudson Tubes                                 | Port Authority Trans-Hudson                                                                               | Jersey City en Midtown Manhattan  |                                |
| North River Tunnels                                 | Amtrak New Jersey Transit                                                                                 | Weehawken en Midtown Manhattan    | 40° 45′ 32″ NB, 74° 00′ 46″ WL |
| Lincoln Tunnel                                      | NJ 495 NY 495                                                                                             | Weehawken en Midtown Manhattan    | 40° 45′ 47″ NB, 74° 00′ 36″ WL |
| George Washington Bridge                            | I-95 New Jersey Turnpike US 1 US 9 US 46                                                                  | Fort Lee en Manhattan             | 40° 51′ 5″ NB, 73° 57′ 9″ WL   |
| New York                                            | |                                   |                                |
| Tappan Zee Bridge                                   | I-87 I-287 New York State Thruway                                                                         | South Nyack en Tarrytown          | 41° 04′ 12″ NB, 73° 53′ 40″ WL |
| Bear Mountain Bridge                                | US 6 US 202                                                                                               | Highlands en Cortlandt            | 41° 19′ 11″ NB, 73° 59′ 0″ WL  |
| Newburgh-Beacon Bridge                              | I-84 NY 52                                                                                                | Newburgh en Beacon                | 41° 31′ 11″ NB, 73° 59′ 50″ WL |
| Mid-Hudson Bridge                                   | US 44 NY 55                                                                                               | Lloyd en Poughkeepsie             | 41° 42′ 10″ NB, 73° 56′ 45″ WL |
| Poughkeepsie Bridge                                 | Rail until 1974, "Walkway over the Hudson" multi-use pedestrian/bicycle deck currently under construction | Highland en Poughkeepsie          | 41° 42′ 37″ NB, 73° 56′ 22″ WL |
| Kingston-Rhinecliff Bridge                          | NY 199 | Ulster en Rhinebeck               | 41° 58′ 38″ NB, 73° 56′ 43″ WL |
| Rip Van Winkle Bridge                               | NY 23 | Catskill en Greenport             | 42° 13′ 24″ NB, 73° 51′ 1″ WL  |
| Alfred H. Smith Memorial Bridge                     | CSX Transportation                                                                                        | Selkirk en Castleton-on-Hudson    | 42° 30′ 31″ NB, 73° 46′ 30″ WL |
| Castleton Bridge                                    | NYS Thruway (Berkshire Connector)                                                                         | Coeymans en Schodack              | 42° 30′ 33″ NB, 73° 46′ 24″ WL |
| Albany en Greenbush Bridge (gesloopt)               | |                                   |                                |
| Dunn Memorial Bridge                                | US 9 US 20                                                                                                | Albany en Rensselaer              | 42° 38′ 35″ NB, 73° 44′ 51″ WL |
| Hudson River Bridge (gesloopt)                      | |                                   |                                |
| Livingston Avenue Bridge                            | CSX Transportation Hudson Subdivision Amtrak                                                              | Albany en Rensselaer              | 42° 39′ 16″ NB, 73° 44′ 30″ WL |
| Patroon Island Bridge                               | I-90 | Albany en Rensselaer              | 42° 39′ 53″ NB, 73° 43′ 44″ WL |
| Menands Bridge                                      | NY 378 | Menands en Troy                   | 42° 42′ 4″ NB, 73° 42′ 8″ WL   |
| Congress Street Bridge                              | NY 2 | Watervliet en Troy                | 42° 43′ 43″ NB, 73° 41′ 50″ WL |
| Green Island Bridge                                 | | Green Island en Troy              | 42° 44′ 7″ NB, 73° 41′ 23″ WL  |
| Collar City Bridge                                  | NY 7 | Green Island en Troy              | 42° 44′ 25″ NB, 73° 41′ 18″ WL |
| 112th Street Bridge                                 | NY 470 | Cohoes en Troy                    | 42° 46′ 17″ NB, 73° 40′ 53″ WL |
| Troy-Waterford Bridge                               | US 4 | Waterford en Troy                 | 42° 47′ 19″ NB, 73° 40′ 26″ WL |
| Albany Northern Railroad Bridge (gesloopt)          | |                                   |                                |
| Mechanicville Bridge                                | NY 67 | Mechanicville en Schaghticoke     | 42° 54′ 19″ NB, 73° 40′ 57″ WL |
| Rail bridge                                         | Rail |                                   |                                |
| Stillwater Bridge                                   | Rensselaer County Road 120 Washington County Road 113                                                     | Stillwater en Schaghticoke        | 42° 56′ 16″ NB, 73° 39′ 2″ WL  |
| Schuylerville Bridge                                | NY 29 | Schuylerville en Easton           | 43° 05′ 53″ NB, 73° 34′ 25″ WL |
| Dix Bridge                                          | Saratoga County Road 42 Washington County Road 70                                                         | Schuylerville en Greenwich        | 43° 07′ 0″ NB, 73° 34′ 53″ WL  |
| Greenwich en Johnsonville Railway bridge (gesloopt) | |                                   |                                |
| Northumberland Bridge                               | US 4 | Northumberland en Greenwich       | 43° 07′ 43″ NB, 73° 35′ 14″ WL |
| Rail bridge                                         | Canadian Pacific Rail Amtrak                                                                              | Moreau en Fort Edward             |                                |
| Bridge                                              | NY 197 | Moreau en Fort Edward             | 43° 15′ 52″ NB, 73° 35′ 25″ WL |
| Bridge                                              | Saratoga County Road 27                                                                                   | South Glens Falls en Hudson Falls | 43° 17′ 50″ NB, 73° 35′ 23″ WL |
| Cooper's Cave Bridge                                | US 9 NY 32                                                                                                | South Glens Falls en Glens Falls  | 43° 18′ 20″ NB, 73° 38′ 28″ WL |
| Bridge                                              | I-87 | Moreau en Queensbury              | 43° 15′ 48″ NB, 73° 40′ 35″ WL |
| Bridge                                              | Saratoga County Road 9 Warren County Road 16                                                              | Corinth en Lake Luzerne           | 43° 14′ 55″ NB, 73° 49′ 56″ WL |
| Bridge                                              | NY 9N | Hadley en Lake Luzerne            | 43° 18′ 17″ NB, 73° 49′ 58″ WL |
| Hadley Bridge                                       | Warren County Road 4                                                                                      | Hadley en Lake Luzerne            | 43° 19′ 0″ NB, 73° 50′ 33″ WL  |
| Rail bridge (not in use)                            | Rail | Thurman en Warrensburg            |                                |
| Thurman Station Bridge                              | NY 418 | Thurman en Warrensburg            | 43° 28′ 47″ NB, 73° 49′ 6″ WL  |
| The Glen Bridge                                     | NY 28 | Johnsburg en Chester              | 43° 34′ 57″ NB, 73° 51′ 36″ WL |
| Riparius Bridge                                     | NY 8 | Johnsburg en Chester              | 43° 39′ 42″ NB, 73° 53′ 53″ WL |
| North Creek Bridge                                  | NY 28N | Johnsburg en Chester              | 43° 42′ 1″ NB, 73° 58′ 59″ WL  |
| Bridge (gesloopt)                                   | |                                   |                                |
| Adirondack Railway bridge                           | Adirondack Scenic Railway                                                                                 |                                   |                                |
| Footbridge                                          | Pedestrian                                                                                                |                                   |                                |
| Newcomb Bridge                                      | NY 28N | Newcomb                           | 43° 57′ 57″ NB, 74° 07′ 54″ WL |
| Bridge                                              | Campsite Road                                                                                             | Newcomb                           | 43° 58′ 8″ NB, 74° 06′ 57″ WL  |
| Bridge                                              | Essex County Road 25                                                                                      | Newcomb                           | 43° 57′ 57″ NB, 74° 03′ 0″ WL  |
| Bridge                                              | Opolescent Road                                                                                           | Newcomb                           | 44° 00′ 58″ NB, 74° 03′ 14″ WL |
| Bridge                                              | | Tahawus                           | 44° 02′ 37″ NB, 74° 03′ 28″ WL |
| Bridge                                              | | Tahawus                           | 44° 03′ 3″ NB, 74° 03′ 44″ WL  |
| Bridge                                              | Essex County Road 25                                                                                      | Tahawus                           | 44° 04′ 48″ NB, 74° 03′ 13″ WL |